# Paullinia quitensis
Paullinia quitensis är en kinesträdsväxtart som beskrevs av L. Radlk.. Paullinia quitensis ingår i släktet Paullinia och familjen kinesträdsväxter. Inga underarter finns listade i Catalogue of Life.